# Đề Nắm
Lương Văn Nắm (? – 1892) còn được gọi là Đề Nắm, là lãnh tụ đầu tiên của cuộc khởi nghĩa Yên Thế chống Thực dân Pháp cuối thế kỉ XIX trong lịch sử Việt Nam.

## Thân thế
Lương Văn Nắm sinh trưởng trong một gia đình nghèo khó ở thôn Khủa, thuộc làng Hả, xã Thế Lộc, huyện Yên Thế; nay là xã Tân Trung, huyện Tân Yên, tỉnh Bắc Giang. Nhưng theo những ghi chép và điều tra điền dã của ông Lương Văn Niệm, Trưởng họ Lương Văn thì Lương Văn Nắm sinh ra tại khu Rừng Tràm, làng Gia Tiến (xưa); khi bố mất, ông mới theo mẹ về quê ngoại ở làng Khủa, xã Tân Trung. Từ nhỏ, Lương Văn Nắm phải chịu cảnh mồ côi, phải làm thuê ở đợ kiếm sống qua ngày. Ngày từ nhỏ ông đã nổi tiếng cương trực, dũng cảm, thương người. Ông thường lấy của nhà giàu chia cho nhà nghèo nên  có nhiều kẻ ghét, sợ (thường là lũ cường hào trong vùng) nhưng ông lại được dân chúng trong vùng mến mộ.

## Sự nghiệp
Vào thế kỷ XIX, vùng Yên Thế là nơi giặc giã, cướp bóc nổi lên như ong. Chứng kiến cảnh cường hào, địa chủ, nhà giàu áp bức dân nghèo, quan lại tham nhũng, bản thân ông cũng phải chịu nỗi nhục làm thuê, ở đợ cho bọn địa chủ, nên ông quyết bỏ quê hương, khởi nghĩa chống lại nhà Nguyễn. Các địa phương nhiệt liệt hưởng ứng; dân làng Hà, Lẻo, Mạc, đã suy tôn ông làm thủ lĩnh chống lại bọn cướp và sau này họ đã cùng ông đánh Thực dân Pháp. Nghĩa quân tôn ông là Đề dốc nên ông thường được gọi là Đề Nắm hoặc Đề Hả (tức làng Hả quê ông).
Khi quân cờ vàng tràn về cướp phá, mỗi làng tự lập nên thành lũy và chọn ra người can đảm để chống giặc. Theo nhận xét của ông Hà Minh Hoàn, hậu duệ của cụ Hà Văn Đoài (hay còn gọi là Đốc Hậu) thì tại vùng Thế Lộc khi ấy, người đủ tài trí và can đảm để chống giặc chỉ có ông. Sau khi giặc cờ Vàng bị dẹp, tiếp đến việc Pháp nổ súng tấn công Bắc Ninh và Bắc Giang. Ông là một trong những thủ lĩnh đầu tiên sớm tập hợp trai tráng trong làng luyện tập để đánh Pháp. Lúc này, quân sĩ của ông có khoảng vài trăm người, trong đó có một số tướng lĩnh giỏi. Nghĩa quân còn liên kết với quân Cờ Đen và quân của thủ lĩnh người Thái Đèo Văn Trị.
Tháng 11 năm 1880, nghĩa quân dưới sự chỉ huy của Đề Nắm chiến thắng ở trận chống càn Cao Thượng. Đến tháng 12 cùng năm, quân Pháp ba lần mang quấn tấn công Hố Chuối nhưng cả ba lần chúng đều thất bại. Năm 1881, nghĩa quân mở rộng địa bàn hoạt động ra cả phủ Lạng Thương. Quân Pháp lại đánh mạnh lên Hố Chuối buộc nghĩa quân phải rút về Đồng Hom để vừa ngăn chặn vừa bảo toàn lực lượng. Ngày 16 tháng 3 năm 1884, chúng tiến đánh Tỉnh đạo (Quang Tiến, Yên Thế ngày nay) rồi tiếp tục tấn công lên Thái Nguyên. Đề Nắm chỉ huy quân sĩ chặn đánh quyết liệt khiến chúng thất bại, phải tháo chạy. Sau trận đánh này, cũng vào ngày này, ông và toàn bộ nghĩa quân Yên Thế làm lễ tế khởi nghĩa tại đình Hả. Đây là sự kiện có ý nghĩa mở đầu trong phong trào khởi nghĩa Yên Thế chống Thực dân Pháp xâm lược kéo dài gần 30 năm (1884 - 1913) gây nhiều tổn thất cho chúng.
Để xây dựng lực lượng và chiến đấu lâu dài với quân Pháp, Đề Nắm quyết định lui về Khám Nghè (Cầu Gồ) xây dựng một hệ thống đồn gồm bốn đồn là Tả dinh, Tiền dinh, Trung dinh và Hậu dinh. Sau này căn cứ được mở rộng tới bảy đồn chính. Đồn 1 do Đề Nắm trực tiếp chỉ huy (được gọi là đồn Đề Nắm). Đồn 2 do Đề Lâm chỉ huy (đồn Đề Lâm), đồn 3 do Đề Truật làm quản lí, đồn 4 do Đề Trung giữ, đồn 5 do Đề Thám giữ, đồn 6 và đồn 7 lần lượt do Tổng Tài và Bá Phức giữ. Hiện nay vẫn còn di tích các đồn này. Nghĩa quân của ông lúc này vừa củng cố lực lượng, vừa xây dựng đồn trại, dựa vào thế núi rừng đánh cho quân Pháp ăn không ngon ngủ không yên.
Cuối tháng 3 năm 1892, Pháp huy động lực lượng tới hơn 2,200 quân tấn công lên Yên Thế do đích thân tướng Voyron chỉ huy. Tuy lợi thế nghiêng về phía Pháp vì chúng vừa đông, vừa được trang bị vũ khí hiện đại khiến nghĩa quân phải vừa đánh vừa rút lui, ẩn sâu trong các cánh rừng.

## Bị sát hại
Theo HOANG THAM PIRATE của Paul Chack xuất bản năm 1933, trang 27 có nội dung được dịch là " Ngày 28 (tháng 3 năm 1892) khi mà các lưỡi lê, súng đạn nã vào chiến tuyến chính thì...ngôi mộ Đề Nắm mới chết vì bệnh kiết lỵ do lính của Quản Đào tìm thấy trong sào huyệt của hắn. Họ đã đào bới thi hài tên đại thủ lĩnh các toán giặc vùng Yên Thế và chặt đầu lấy thủ cấp nêu lên phần đắc thắng..."

## Vinh danh
Khoảng năm 1894, nhân lúc đang hòa hoãn với địch để xây dựng lực lượng, Hoàng Hoa Thám (tức Đề Thám) và nghĩa quân Yên Thế đã đưa bài vị của Đề Nắm về đình làng Hả để thờ như một vị thành Hoàng làng. Để tưởng nhớ công ơn của ông, nhân dân đã tạc tượng ông để phối thờ trong đình. Năm 2012, đình và chùa Hả được Thủ tướng Chính phủ công nhận là Di tích đặc biệt cấp quốc gia. Cũng năm này, Bộ Văn hóa, Thể thao và Du lịch thông qua quyết định 5079/QĐ - BVHTTDL về việc công nhận Lễ hội Yên Thế là Di sản văn hóa phi vật thể cấp Quốc gia. Hàng năm, vào ngày 15, 16 tháng giêng, nhân dân lại tổ chức lễ hội long trọng để tưởng nhớ công lao của ông và các nghĩa sĩ đã hi sinh.